# Liste der Zubringerstraßen in Amsterdam

Stadsrouten in Amsterdam

Die Liste der Zubringerstraßen in Amsterdam ist eine Auflistung der Zubringerstraßen (niederländisch: stadsrouten) in der größten niederländischen Stadt Amsterdam.
Die Zubringerstraßen werden mit einem kleinen s und einer dreistelligen Zahl, die mit einer 1 beginnt, gekennzeichnet. Sie verbinden die Siedlungsgebiete der Stadt Amsterdam mit der Autobahn (rijksweg)  (Autobahnring, ringweg). Sie enden oftmals am Innenring (centrumring) .

## Innenring
Am Innenring (centrumring), der selbst keine Zubringerstraße ist, beginnen bzw. enden etliche der oben aufgeführten Zubringerstraßen. 
| Nr.  | Verlauf |
| ---- | --- |
| S100 | – Houtmankade – Westerpark – Nassauplein – – Nassaukade – – Stadhouderskade – – Torontobrug – Mauritskade – – Mauritskade – – Mauritskade – Zeeburgerdijk – Panamalaan – – Piet Heinkade – – Piet Heinkade – De Ruyterkade – Westerdoksdijk – Van Diemenstraat – |

## Zubringerstraßen
Der Straßenverlauf wird in Richtung Innenstadt angegeben.
| Nr.  | Verlauf |
| ---- | --- |
| S101 | – Nieuwe Herrnweg – – Nieuwe Herrnweg – Spaarndammerdijk – Tasmanstraat – |
| S102 | – Westpoortweg – Noordzeeweg – Basisweg – – Basisweg – – Transformatorweg – |
| S103 | – Seineweg – – Haarlemmerweg – |
| S104 | – Burgemeester de Vlugtlaan – S 207 – Burgemeester de Vlugtlaan – Bos en Lommerweg – – Bos en Lommerweg – |
| S105 | S 207 – Burgemeester Roëllstraat – Jan van Galenstraat – – Jan van Galenstraat – Beltbrug – 2e Hugo de Grootstraat – Hugo de Grootplein – 2e Hugo de Grootstraat – |
| S106 | – Ookmeerweg – S 207 – Meer en Vaart – Cornelis Lelylaan – – Cornelis Lelylaan – – Surinameplein – Surinamestraat – Overtoomse Sluis – Overtoom – |
| S107 | – De Alpen – Ecuplein – Pieter Calandlaan – Baden Powellweg – Plesmanlaan – Laan van Vlaanderen – Anderlechtlaan – – Anderlechtlaan – Oude Haagseweg – Johan Huizingalaan – Henk Sneevlietweg – – Henk Sneevlietweg – Aalsmeerweg – Hoofddorpplein – Haarlemmerstraat – Surinameplein – |
| S108 | – Keizer Karelweg – – Amsterdamseweg – Amstelveenseweg – – Amstelveenseweg – – Amstelveenseweg – Stadionplein – Stadionweg – Olympiaplein – Stadionweg – – Stadionweg – Hobbemakade –                                                                                                   |
| S109 | – Van Nijenrodeweg – Europaboulevard – – Europaboulevard – Europaplein – Scheldeplein – Wielingenstraat – Diepenbrockstraat – |
| S110 | / – Nieuwe Utrechtseweg – President Kennedylaan – Amsteldijk – |
| S111 | / – Meibergdreef – – Muntbergweg – – Muntbergweg – Holterbergweg – – Holterbergweg – Spaklerweg – Van Marwijk Kooystraat – Johannes Blookerweg – |
| S112 | – Meibergdreef – Holendrechtdreef – Meerkerkdreef – Langbroekdreef – – Gooiseweg – – Gooiseweg – Prins Bernhardplein – Wibautstraat – – Weesperstraat – Jonas Daniel Meijerplein – |
| S113 | / – Kromwijkdreef – Karspeldreef – ’s-Gravendijkdreef – Bijlmerdreef – Elsrijkdreef – Provincialeweg – Muiderstraatweg – Hartveldseweg – Middenweg – – Middenweg – Linnaeusstraat – |
| S114 | – IJburglaan – Piet Heintunnel – |
| S115 | – Zuiderzeeweg – IJdoornlaan – |
| S116 | / – Nieuwe Leeuwarderweg – / – Nieuwe Leeuwarderweg – – Nieuwe Leeuwarderweg – IJtunnel (– Abzweig über die Prins Hendrikkade und die Kattenburgerstraat zur ) – IJtunnel – Valkenburgerstraat –                                                                                        |
| S117 | – IJdoornlaan – |
| S118 | / – Verlengde Stellingweg – – Verlengde Stellingweg – Molenaarsweg – Coentunnelcircuit – Cornelis Douwesweg – Klaprozenweg – Papaverweg – Kamperfoelieweg – Mosplein – Johan van Hasseltweg –                                                                                           |